# Bernart de Ventadorn
Bernart de Ventadorn o Bernat del Ventadorn (in antico occitano), francesizzato in Bernard de Ventadour, italianizzato in Bernardo di Ventadore (Moustier-Ventadour, 1135 – Abbazia di Dalon?, 1195) è stato un trovatore, poeta e compositore francese, uno dei più celebri trovatori in lingua occitana del periodo classico della poesia trobadorica.
È ricordato per la sua maestria, per la divulgazione dello stile trobar leu e per i suoi prolifici cansó, che hanno contribuito a definire il genere e stabilire la forma "classica" della poesia d'amore cortese; modelli che vennero poi imitati per tutto il resto del secolo.

## Biografia
Una biografia di Bernart che un tempo godette di grande credito è quella composta da Ugo o Uc de Saint Circ, trovatore della prima metà del XIII sec. che dichiarava di avere attinto a fonti degne di fede. Solo in seguito gli studiosi hanno dimostrato che era fondata su elementi immaginari. A questa biografia credeva anche il Carducci che divideva la vita di Bernart in tre fasi: la fase felice di amore per una viscontessa (interrotta dalla scoperta del visconte), l'amore per Eleonora d'Aquitania, un terzo periodo tolosano alla corte di Raimondo V dove ebbe nuovi amori.
Era probabilmente – sempre secondo quanto riferisce Uc de Saint Circ – il figlio di un fornaio e uomo d'arme nel palazzo (Château de Ventadour) dei duchi di Ventadorn nel dipartimento francese del Corrèze, anche se alcuni lo identificano con il Bernard abate di Tulle, suo contemporaneo, membro della dinastia dei duchi di Ventadorn (la confusione è data anche dalla frequenza con cui il nome Bernard veniva assegnato soprattutto all'interno della famiglia governante).
Una lettura più sottile delle sue vidas e della Satira di Peire d'Alvernhe che le ha ispirate, lascia trasparire che egli non fosse di origini così modeste, ma forse il bastardo del grande signore Ebolo II di Ventadorn o addirittura dello stesso Guglielmo IX d'Aquitania. William Padden lo assimila a un certo Bernard, membro della casata dei Ventadorn, che morì come abate di Saint-Martin de Tulle. Quali che siano le sue origini, sembra (secondo i riferimenti attinti dalla sua poesia Lo temps vai e ven e vire) che egli a un certo punto fosse diventato discepolo del suo signore, il visconte Ebolo II Lo Cantador che lo istruisce nell'arte della composizione lirica cosiddetta del trobar. Avrebbe composto le sue prime canzoni per una certa Margherita di Turenna, la donna del figlio di tale signore, cosa questa che gli valse l'espulsione da Ventadorn.
Come si evince soprattutto dai testi delle sue composizioni, Bernart lo si trova a Montluçon e Tolosa, e infine in Inghilterra al seguito della corte di Eleonora d'Aquitania, divenuta sposa del re Enrico II Plantageneto. In seguito passa al servizio di Raimondo V di Tolosa per terminare, secondo quanto si legge nella sua vida, il resto della sua vita nell'abbazia di Dalon.

## Opera
Bernart rappresenta un caso unico tra i compositori secolari del XII secolo per la quantità di lavori comprensivi di notazione musicale sopravvissuti: delle sue quarantacinque poesie, diciotto la possiedono intatta, circostanza insolita per un compositore trovatore. La sua opera è databile probabilmente tra il 1147 e il 1180.

### Contenuti
Bernard de Ventadorn è rigorosamente votato alla poesia d'amore per la dama che lo fa soffrire ma che allo stesso tempo sembra concedergli la speranza. Come gli altri trovatori paragona la fedeltà verso la dama al servizio cavalleresco, ma nel suo caso anche ad altri modelli metastorici, come il servizio di Giacobbe presso lo zio Laban per Rachele. I meriti del servizio d'amore sono misconosciuti, ma Bernard de Ventadorn si dilunga sui favori elargiti dalla dama agli ultimi arrivati, i quali provocano la delusione dell'amante che ha a lungo faticato. A ostacolare l'amante, inoltre, non c'è solo la lontananza e la durezza della dama, ma anche le malelingue dei lauzengiers, ovvero degli invidiosi del joi d'amore.

### Poetica
Le sue ricche e limpide canzoni (cansons in occitano), pervase di emotività, permisero a Bernart di essere annoverato tra i migliori musici e tra i più grandi poeti dell'amore in lingua d'oc del suo tempo. Come "maestro di canto", sviluppa le sue cansos in uno stile più formalizzato che gli consente improvvisi mutamenti. Bernart viene ricordato inoltre per aver reso popolare il trobar leu e per le sue tantissime cansos, permettendo di definire un genere e stabilire la forma "classica" della poesia dell'amor cortese, imitata e riproposta per tutto il restante secolo e utilizzata come bagaglio indispensabile per l'attività di trovatore.
Bernart era rinomato per la capacità di ritrarre di getto la sua donna come un messo divino e subito dopo, con un colpo di spugna, ricrearla a immagine di Eva: la causa del peccato originale. Questa dicotomia nella sua opera viene ad ogni modo rappresentata in una forma "graziosamente briosa e raffinata". Secondo Bernard de Ventadorn la poesia è emanazione del cuore, ovvero dell'amore che infonde sapienza, in parallelo con l'ideologia cistercense.
Egli è un sostenitore del trobar leu, ma le sue composizioni, in apparenza
chiare e semplici, nascondono più piani di interpretazione, legati alla dottrina e alla meditazione filosofica, come è evidente in Can vei la lauzeta mover, un componimento citato anche da Raimbaut d'Aurenga e da Chrétien de Troyes. La canzone della lauzeta, infatti, si gioca sulla metafora tra lo slancio mistico dell'anima (di ascendenza religiosa) e quello dell'amante per la dama. Anche nel trobar leu è quindi presente una stratificazione di pensiero e tradizioni culturali che vanno oltre la forma cristallina del componimento.

#### Esempi
Riportiamo qui le prime due strofe di Lo tems vai e ven e vire

### Influenza esercitata dalla sua opera
Bernart viene spesso accreditato come colui che ha esercitato la maggiore influenza sullo sviluppo della tradizione troviera nella Francia settentrionale, dove era molto rinomato e le sue melodie ampiamente diffuse, tanto che i primi compositori di musica troviera sembra ne abbiano imitato lo stile e il contenuto. Bernart influenza anche la letteratura latina. Infatti nel 1215 il dotto Boncompagno di Bologna scrive nella sua Antiqua rhetorica:

### Componimenti[5]

#### Chansons
- Ab joi mou lo vers e ⋅l comens
- Amors, enquera⋅us preyara[6]
- Amors, e que⋅us es veyaire (con notazione musicale nel ms. R)
- Anc no gardei sazo ni mes
- Era⋅m cosselhatz, senhor[7]
- Ara no vei luzir solelh[8]
- A, tantas bonas chansos (con notazione musicale nel ms. R)
- Bel m'es can eu vei la brolha
- Bel m'es qu'eu chan en aquel mes
- Bel Monruel, aicel que⋅s part de vos
- Be m'an perdut lai enves Ventadorn
- Be⋅m cuidei de chantar sofrir
- Can vei la lauzeta mover
- Chantars no pot gaire valer
- Conortz, era sai eu be
- En cossirer et en esmai
- En mainh genh se volv e⋅s vira
- Estat ai com om esperdutz
- "Vel cui mors en paui comple"
- Gent estera que chantes
- Ges de chantar no⋅m pren talans
- Ja mos chantars no m'er onors
- La dousa votz ai auzida
- Lancan folhon bosc e jarric
- Lancan vei la folha
- Lancan vei per mei la landa
- Lonc tems a qu'eu no chantei mai
- Lo gens (dous) temps de pascor
- Lo rossinhols s'esbaudeya
- Lo tems vai e ven e vire
- Non es meravelha s'eu chan
- Pel doutz chan que⋅l rossinhols fai
- Per melhs cobrir lo mal pes e⋅l cossire
- Pois preyatz me, senhor
- Quan la freid' (doussa) aura venta
- Quan la verz folha s'espan
- Quan l'erba fresch' e⋅lh folha par
- Quan lo boschatges es floritz
- Quan par la flors josta⋅l vert folh
- Quan vei la flor, l'erba vert e la folha
- Tant ai mo cor ple de joya
- Tuih cil que⋅m preyon qu'eu chan

#### Tensos
- Peirol, com avetz tan estat (con Peirol)
- Bernart de Ventadorn, del chan (con Lemozi)

#### Componimenti contesi ad altri trovatori
- Ab cor lial, fin e certa (canso di Bernart de Pradas)
- Ab gran joi mou maintas vetz e comensa (canso di Peirol)
- Ab lo douz temps que renovella (canso di Daude de Pradas)
- Ai! s'ieu pogues m'aventura saber (canso di Bernart de Pradas)
- Amors m'envida e⋅m somo (canso di Daude de Pradas)
- Aquest terminis clars e genz (canso di Guiraut de Bornelh)
- De lai on son tug miei desir (canso di Daude de Pradas)
- En abril, quant vei verdejar (canso di Peire Bremon lo Tort)
- En amor trob tantz de mals seignoratges (canso di Albertet)
- En aquest gai sonet leuger (sirventes di Peire Guillem de Luzerna)
- En pessamen me fai estar Amors (canso di Guillem de Cabestany)
- Estat ai dos ans (canso di Elias Cairel)
- Estat aurai estas doas sazos (canso di Guillem de Saint-Didier)
- Ges per lo freg temps no m'irais (canso di Cercamon)
- Humils e francs e fis soplei vas vos (Pons de Capduoill)
- Leu chansonet' ad entendre (canso di Bernart de la Fon)
- Mandat m'es que no⋅m recreia (canso di Pons de la Garda)
- Pus mos coratges s'es clarzitz (sirventes di Marcabru)
- Quan la fueilla sobre l'albre s'espan (canso di Gaucelm Faidit)
- Quan lo dous temps comensa (canso di Raimbaut de Vaqueiras)
- Si⋅l belha⋅m tengues per sieu (descort di Elias de Barjols)
- Tan soi apessatz (canso di Pons de la Garda)